# ICD-10 第22章:特殊目的用コード
本項は、『疾病及び関連保健問題の国際統計分類』第10版（ICD-10）の「ICD-10 第22章:特殊目的用コード」の一覧である。
- (U04):  重症急性呼吸器症候群 (SARS)
- (U80):  ペニシリン及び関連抗生物質耐性病原体
  - β-ラクタマーゼ
- (U81):  バンコマイシン及び関連抗生物質耐性病原体
  - バンコマイシン耐性腸球菌
- (U88):  抗生物質多剤耐性病原体
  - 抗生物質耐性
- (U89):  その他の抗生物質及び詳細不明の抗生物質耐性病原体